# ウーリ・エーデル
ウルリッヒ・エーデル（Ulrich Edel, 1947年4月11日 - ）はドイツの映画監督・脚本家である。

## 略歴
大学で演劇を学んだ後、ミュンヘン映画映像大学で映画を学ぶようになる。そこでベルント・アイヒンガーと知り合い、いくつかの習作を手掛ける。また同時期にコンスタンチン・スタニスラフスキーやリー・ストラスバーグの演劇理論に興味を持つ。卒業後には、ダグラス・サークのもとで活動したという。
彼の名が知られるようになったのは、アイヒンガー製作、ヘルマン・ヴァイゲル共同脚本の『クリスチーネ・F』（1980）であった。更にヒューバート・セルビー・ジュニア原作、ジェニファー・ジェイソン・リー出演の『ブルックリン最終出口』でアメリカ進出を果たす。2004年にはベンノ・フュアマン主演のTV映画『ニーベルンゲン』を監督。2008年には、ドイツ赤軍をテーマとし、マルティナ・ゲデック、モーリッツ・ブライプトロイ、ヨハンナ・ヴォカレク、アレクサンドラ・マリア・ララらオールスターキャストで臨んだ『バーダー・マインホフ/理想の果てに』を発表、国際的に高く評価され、米国アカデミー賞、ゴールデングローブ賞、英国アカデミー賞の外国語映画賞の候補に挙がった。

## 主な監督作品
- クリスチーネ・F Christiane F. – Wir Kinder vom Bahnhof Zoo  (1980)
- ブルックリン最終出口 Last Exit to Brooklyn (1989)
- ツイン・ピークス Twin Peaks (1991)
- BODY/ボディ Body Of Evidence (1992)
- ニーベルンゲン Die Nibelungen (2004)
- バーダー・マインホフ/理想の果てに Der Baader Meinhof Komplex (2008)
- Zeiten ändern dich (2010)
- ペイ・ザ・ゴースト ハロウィンの生贄Pay the Ghost (2015)